# 达尼埃尔·科利亚尔
达尼埃尔·科利亚尔（法語：Daniel Colliard，法語發音：[danjɛl kɔljaʁ]；1930年8月14日—2022年1月2日），法国政治人物，曾任国民议会议员。

## 生平
1930年生于迪耶普，1938年移居勒阿弗尔，曾是基督教青年学生会成员。1952年开始参与总工会领导的和平运动，以及1953年全国罢工运动。1955年加入法国共产党，1956年当选勒阿弗尔市议会议员。曾任副市长、第一副市长等职。1994年至1995年担任市长。1993年至1997年，担任法国国民议会议员。2022年1月2日逝世。